# Peugeot P4

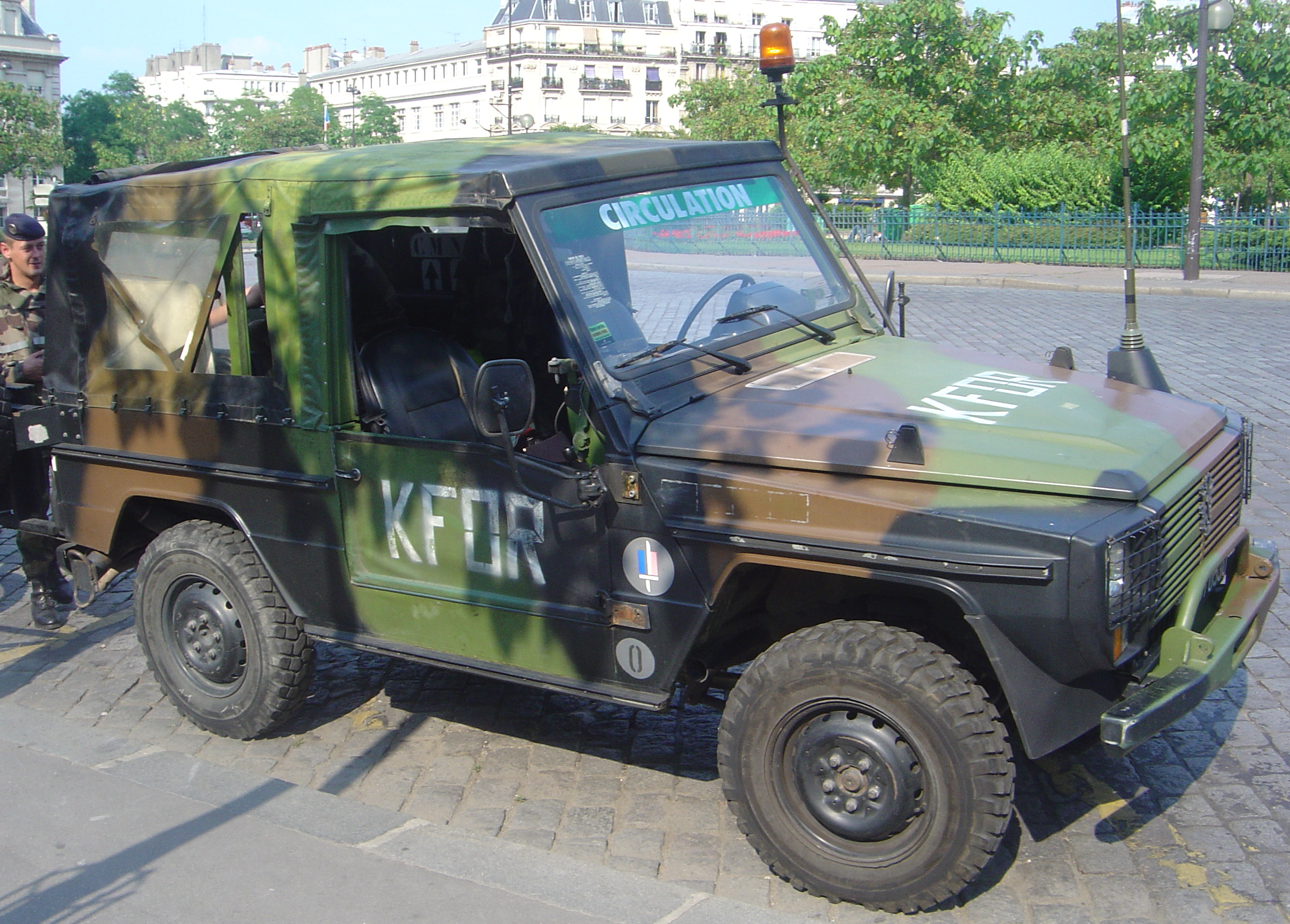
Peugeot P4

Peugeot P4 är en lätt, fyrhjulsdriven terrängbil som används av det franska försvaret. Den tillverkas av Peugeot, men är byggd på Mercedes-Benz G-klass (Geländewagen), och utrustad med Peugeots motor.